# Wieczór u Abdona (film)
Wieczór u Abdona – polski krótkometrażowy film obyczajowy z 1975 roku, w reżyserii Agnieszki Holland. Pierwowzorem scenariusza do filmu było opowiadanie pt. „Wieczór u Abdona” autorstwa Jarosława Iwaszkiewicza.

## Fabuła
Akcja filmu dzieje się w małym, kresowym miasteczku pod koniec lat 20. XX wieku. Miejscowy intelektualista Abdon od jakiegoś czasu podkochuje się w aptekarzowej o imieniu Hermina. Ta jednak jest już zamężna, a w dodatku ma także kochanka - młodego urzędnika bankowego imieniem Michaś.

## Obsada
- Beata Tyszkiewicz − aptekarzowa Hermina
- Marek Bargiełowski − Abdon
- Michał Bajor − Michaś
- Krystyna Wachelko-Zaleska − Antonina, służąca Abdona
- Michał Szwejlich − rabin
- Zbigniew Bielski − podróżny
- Stanisław Jaroszyński − rejent
- Celina Maria Klimczak − podróżna
- Zbigniew Nawrocki(inne języki) − subiekt
- Beata Nowak − urzędniczka
- Janina Tur-Kiryłow − służąca Herminy
- Eugeniusz Wałaszek − dyrektor banku